# Mit brennender Sorge

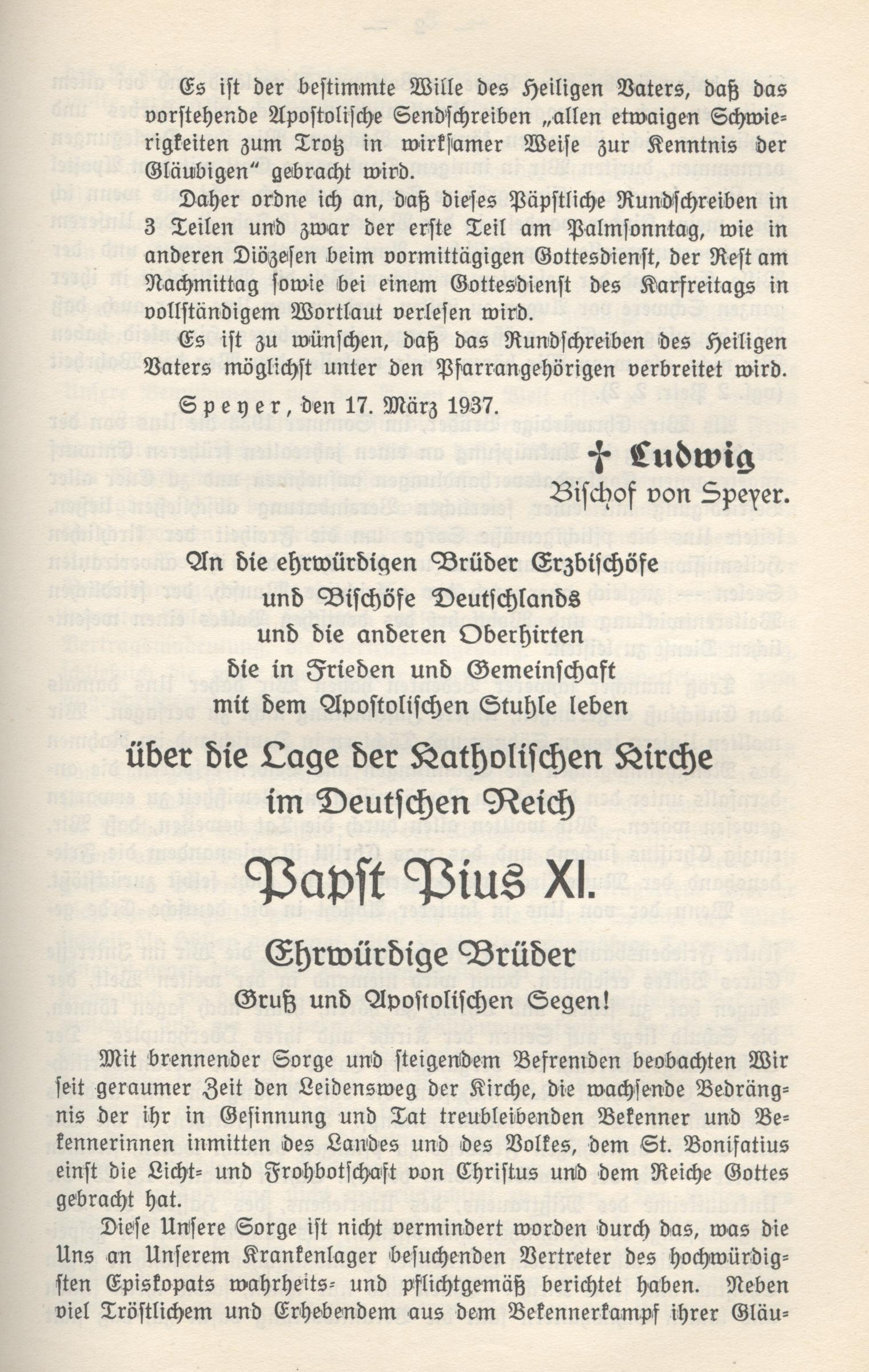
Eerste bladzijde van de encycliek Mit brennender Sorge

Mit brennender Sorge (Duits voor: 'Met brandende bezorgdheid') is een encycliek van paus Pius XI. Deze encycliek werd uitgebracht op 10 maart 1937. Bijzonder is de Duitse titel, die in woord- en taalkeuze blijk geeft van een brandende zorg.
De encycliek gaat over de toestand van de katholieke Kerk in Duitsland in de tijd van het nationaalsocialisme. Het systematische nationaalsocialisme en racisme worden in deze encycliek duidelijk veroordeeld. Tevens wordt de totalitaire staat afgewezen indien deze zich boven de principes van het natuurrecht en de juiste moraal stelt en zich als absoluut wetgever opwerpt. 
Dit is een van de weinige encyclieken die niet in het Latijn zijn geschreven. De encycliek werd naar alle bisschoppen in Duitsland gestuurd om onder het volk te prediken.
Paus Pius XI heeft de encycliek niet geheel zelf geschreven: hij gaf zijn pauselijke staatssecretaris Eugenio Pacelli, de latere paus Pius XII, voor een groot deel de eer. Ook de Duitse kardinaal Michael von Faulhaber werkte mee aan de tekst.
Deze encycliek is voor velen een argument tegen de bewering dat Pius XII te weinig gedaan zou hebben om de Holocaust te voorkomen. Uit de encycliek blijkt de afkeer die de pausen Pius XI en XII hadden van het nationaalsocialisme.
De encycliek werd in Italië gedrukt en in het geheim aan de parochiepriesters bezorgd, zodat de voorlezing ervan niet vooraf bekend werd.